# Megabat
Megabat je bio Megabazov sin, rođak Darija Velikog i satrapa Artaferna Starijeg, te perzijski admiral na prijelazu iz 6. u 5. stoljeće pr. Kr. Prema grčkim povjesničarima, kasnije je služio kao satrap Frigije, dok glineni zapisi iz Perzepolisa spominju Megabata na mjestu satrapa Arahozije. Najpoznatiji je po Herodotovim pričama o neuspješnoj opsadi Naksosa 499. pr. Kr. koju je vodio zajedno s miletskim vladarom Aristagorom. Megabata je na mjesto vođe ekspedicije postavio njegov rođak Artafern, satrap koji je vladao iz lidijskog grada Sarda.
Prema Herodotu, Megabat je zbog svađe s Aristagorom upozorio stanovnike Naksosa na nadolazeću opsadu, nakon čega su prikupili dovoljno zaliha i izdržali četiri mjeseca jonsko-perzijske opsade. Pretpostavlja se kako je Megabatov motiv bio posramiti Aristagoru na perzijskom kraljevskom dvoru zbog nesuglasica prilikom plovidbe prema otoku. Aristagorin neuspjeh protiv Naksosa bio je motiv za podizanje jonskog ustanka, što je pak kasnije dovelo do grčko-perzijskih ratova.

## Poveznice
- Jonski ustanak
- Artafern

## Vanjske poveznice
- Megabat (Michael Stewart: People, Places & Things: Megabates)
- AncientLibary.com: „Megabat“ (Megabates)  Arhivirana inačica izvorne stranice od 25. lipnja 2009. (Wayback Machine)